# Ле Суер (Минесота)
Ле Суер (енгл. Le Sueur) град је у америчкој савезној држави Минесота.

## Демографија
По попису из 2010. године број становника је 4.058, што је 136 (3,5%) становника више него 2000. године.
| Група             | 2000.         | 2010.         |
| Белци             | 3.489 (89,0%) | 3.458 (85,2%) |
| Афроамериканци    | 10 (0,3%)     | 32 (0,8%)     |
| Азијати           | 11 (0,3%)     | 34 (0,8%)     |
| Хиспаноамериканци | 378 (9,6%)    | 484 (11,9%)   |
| Укупно            | 3.922         | 4.058         |